# Kurîlivka, Nijîn
Kurîlivka (în ucraineană Курилівка) este un sat în comuna Bezuhlivka din raionul Nijîn, regiunea Cernihiv, Ucraina.

## Demografie
Componența lingvistică a localității Kurîlivka
     Ucraineană (96,03%)
     Rusă (3,97%)
Conform recensământului din 2001, majoritatea populației localității Kurîlivka era vorbitoare de ucraineană (96,03%), existând în minoritate și vorbitori de rusă (3,97%).